# 愛国金釵会
愛国金釵会は1937年に日本統治時代の朝鮮で組職された女性親日団体である。

## 概要
日中戦争勃発直後の1937年8月20日に尹徳栄の夫人金福綏（김복수）が会長になって結成した。この団体には朝鮮貴族である閔丙奭（민병석）、李允用（이윤용）など親日勢力の夫人たちと、金活蘭（김활란）、高凰京（고황경）、宋今璇（송금선）、兪珏卿（유각경）など新教育を受けた女性人士が参加した.
設立目的は日本軍の日中戦争遂行を支援するための国防献金の調逹と援護などである。出征する日本軍のための歓送宴を開いて参戦した兵士の家庭を慰問したり弔問する機能もあった。
愛国金釵会は京城女子高等普通学校で開かれた結成式で金かんざしを含めた装身具と現金を即席で集めて国防献金で献納した。この光景を東洋画家金殷鎬（김은호）が「金釵奉納図」という絵に描いた.

## 参考資料
- 반민족문제연구소 （1993年4月1日）. 〈김은호 : 친일파로 전락한 어용화사 (이태호)〉, 《친일파 99인 3》. 서울: 돌베개. ISBN 9788971990131
- 김삼웅 （1995年2月1日）. 〈송금선 : "반도 지식여성들 군국어머니로 힘쓰자" (김민철)〉, 《친일파 100인 100문 - 친일의 궤변, 매국의 논리》. 서울: 돌베개. ISBN 9788971990704